# Grã-Bretanha nos Jogos Olímpicos de Verão de 1956
O Reino Unido competiram como Grã-Bretanha nos Jogos Olímpicos de Verão de 1956 em Melbourne,Austrália.Os britâncios ganharam 6 medalhas de ouro e ficaram em 8º lugar.